# Danjoutin
Danjoutin – miejscowość i gmina we Francji, w regionie Burgundia-Franche-Comté, w departamencie Territoire de Belfort.
Według danych na rok 1990 gminę zamieszkiwały 3103 osoby, a gęstość zaludnienia wynosiła 549 osób/km² (wśród 1786 gmin Franche-Comté Danjoutin plasuje się na 51. miejscu pod względem liczby ludności, natomiast pod względem powierzchni na miejscu 752.).